# Le Petit Docteur
Le Petit Docteur est un recueil de treize nouvelles de Georges Simenon, paru en 1943. Elles ont pour héros le docteur Jean Dollent, médecin de campagne à Marsilly (Charente-Maritime).

## Historique
Cette série de treize nouvelles est écrite à la villa Agnès à La Rochelle (Charente-Maritime), en mai 1938.
Ces nouvelles ont été pré-publiées dans la série « Le Petit Docteur » de la collection Police-Roman avec des illustrations photographiques in texte de novembre 1939 à janvier 1941. L’ordre des nouvelles dans le recueil diffère de celui des prépublications dans la collection Police-Roman.

## Liste des nouvelles
- Le Flair du petit docteur[1]
  - Jadis Jean Larcher a tué sans le vouloir. Et Jo-le-Tatoué, qui vient de sortir de prison, le fait chanter. Lors de l’inévitable bagarre, c’est Larcher qui a le dessus. Il enterre le cadavre de Jo dans le jardin et s’arrange pour que son amie Laure, témoin de la scène, soit mise hors de cause. C’était la première fois que le petit docteur était mêlé à une enquête de police. Et ce fut une révélation.
- La Demoiselle en bleu pâle[2]
  - Elle était charmante, cette jeune fille en bleu sur la plage de Royan, même si elle était flanquée d’une revêche gouvernante anglaise. Mais pourquoi voulait-elle voler, au casino ? Mais pourquoi s’est elle montrée ingrate quand le petit docteur a empêché l’intervention de la police ? Et que s’est il vraiment passé pour que son soupirant tombe par la fenêtre ? Le petit docteur réfléchissait en vain quand la gouvernante s’est trahie : il s’agissait en fait d’un homme, un repris de justice. La jeune fille en bleu voulait se débarrasser de son amant, et était prête pour cela à aller en prison.
- Une femme a crié[3]
  - Deux cadavres sont découverts près de Nevers, l’un étranglé, l’autre atteint par une balle de révolver. Le petit docteur, émoustillé par les articles de journaux relatant cette affaire, mène sa propre enquête. Un coup de téléphone à Montauban, deux enveloppes timbrées fantaisie et l’aide d’un garde-pêche lui permettent de découvrir la coupable, à une sœur près.
- Le Fantôme de M. Marbe[4]
  - Un inconnu qui ne se laisse pas voir, ou bien un esprit tahitien, visite la maison de M. Marbe tous les mercredis et vendredis soir, visiblement à la recherche de quelque chose dans le bric-à-brac ramené des colonies. Quand le fils Marbe vient récupérer ses jouets d’enfant, prétendument pour les donner à un ami, le petit docteur commence à entrevoir la vérité. L’ami vient de sortir de prison après quinze ans, et veut récupérer l’argent qu’il avait confié à Marbe. Mais celui-ci, après l’avoir caché dans une petite trompette, l’avait utilisé pour acheter sa villa de Golfe-Juan.
- Les Mariés du 1er décembre[5]
  - Depuis leur récent mariage, Madeleine et Philippe reçoivent des lettres anonymes les informant que leur conjoint mène une double vie. Mais chacun garde le secret vis-à-vis de l’autre. Philippe fait appel au petit docteur, avec qui il était en Faculté de médecine, pour éclaircir le mystère. Après avoir mis les pieds dans le plat lors d’un repas de Noël, fait quelques dizaines de kilomètres et visité un bouge et une boîte de nuit, le petit docteur identifie l’auteur des lettres : le père de la mariée, qui ne pouvait supporter de voir sa fille heureuse sans lui, et disposé à tout pour faire éclater le couple.
- Le Mort tombé du ciel[6]
  - Un cadavre inconnu est découvert dans le potager des Vauquelin-Radot. Sur le couteau qui a frappé en plein cœur, aucune empreinte. Persuadée qu’il s’agit de son père - pourtant mort cinq ans auparavant dans un asile de Dakar -, et qu’il a été assassiné par son oncle, Martine Vauquelin-Radot embauche le petit docteur pour mener une enquête parallèle à celle de la police. Grâce à la collection de timbres du facteur, et aux archives de mandats télégraphiques de la postière, le petit docteur élucide l’apparent mystère. C’est bien le père de Martine, mais, pour se venger de son frère, il a tout mis en scène pour que son suicide ressemble à un meurtre.
- La Bonne Fortune du Hollandais[7]
  - Un riche négociant hollandais déclare avoir trouvé le cadavre tout habillé d’une entraîneuse dans la chambre de son hôtel parisien, où il était retourné pour chercher le portefeuille qu’il y avait oublié. Mais ce négociant n’est pas celui qu’il prétend être, de même que l’entraîneuse. Le petit docteur devra se rendre coupable de faux pour démêler l’affaire… et trouver un cadavre supplémentaire.
- Le Passager et son nègre[8]
  - Popaul, coupeur de bois au Gabon et flambeur célèbre, a été assassiné d’un coup de révolver au moment où le Martinique entrait dans le port de Bordeaux. Mademoiselle Lardilier a été trouvée hébétée dans sa cabine, un révolver à la main. La compagnie maritime fait appel au petit docteur pour disculper les Lardilier, qui sont de gros clients. Le petit docteur se demande pourquoi Popaul se faisait accompagner partout par un nègre, y compris à la salle à manger, au grand scandale de tous les passagers. Il découvre bientôt que le nègre faisait office de coffre-fort plutôt que de garde du corps : c’est dans ses vêtements que Popaul avait cousu un document prouvant que Lardilier père avait assassiné son associé. Il a tué Popaul pour s’en emparer. Mademoiselle Lardilier était hébétée tout simplement parce qu’elle avait été témoin du crime commis par son père.
- La Piste de l’homme roux[9]
  - Deux escrocs ont prévu de s’emparer des plus belles pièces se trouvant chez un collectionneur d’antiquité renommé, et de s’embarquer aussitôt sur un paquebot transatlantique. Mais pour une fois, le collectionneur était chez lui à l’heure du vol, et il a fallu le tuer. Pour égarer la police, les voleurs lui jettent en pâture la piste d’un homme roux. Mais celui-ci a la présence d’esprit de se réfugier chez le petit docteur en lui demandant de l’innocenter. Ce qui sera bientôt chose faite.
- L’amiral a disparu[10]
  - L’Amiral, comme tous les jours, descendait la rue menant de chez lui au Mail et à la partie de boules quotidienne. Mais il n’y est jamais arrivé. Son neveu fait appel au petit docteur par le biais d’une lettre anonyme. Outre quelques secrets de famille, celui-ci découvre pourquoi l’Amiral pensait devenir bientôt riche, et comment il ne s’est pas volatilisé de son plein gré, malgré quelques indices contraires.
- La Sonnette d’alarme[11]
  - Étienne Chaput, fabricant de cierges de son état, vient demander au petit docteur de l’aider à se disculper : une passagère d’un train de nuit a tiré la sonnette d’alarme en prétendant qu’il l’avait agressée, mais a donné une fausse adresse à la police. Sur place, à Laroche-Migennes et quelques bouteilles de calvados plus tard, le petit docteur a rétabli la vérité. Chaput s’est fait manipuler : croyant participer au vol d’un sac postal, il était furieux que ses complices aient disparu sans partager. D’où son recours au petit docteur pour les retrouver. Mais il ne s’agissait pas de vol. Il a participé sans le savoir à un meurtre. La victime a été jetée du train dans un fleuve, la sonnette d’alarme ayant été actionnée juste au bon moment.
- Le Château de l’arsenic[12]
  - Tout accuse le châtelain : sa tante, sa femme, sa nièce sont mortes empoisonnées à l’arsenic. Et toutes étaient assurées sur la vie à son bénéfice. Mais pourtant… se demande le petit docteur après avoir ausculté le reste de la maisonnée. Peut-être suffit-il de découvrir qui est couché sur le testament du châtelain pour découvrir la vérité.
- L’Amoureux aux pantoufles[13]
  - Justin Galmet, quarante-huit ans, sans profession, venait depuis une semaine acheter chaque jour une paire de pantoufles juste avant la fermeture du grand magasin. Le samedi, il est assassiné d’une balle de révolver tirée depuis le rayon des jouets. Aidé de la police, le petit docteur découvre ses moyens d’existence : faire chanter les bandes qui volent dans le magasin, et prélever son pourcentage. Mais il était devenu trop gourmand pour sa dernière affaire avant de se retirer sur les bords de la Loire.

## Éditions
- Édition originale : Gallimard, 1943
- Tout Simenon, tome 23, Omnibus, 2003  (ISBN 978-2-258-06108-8)
- Nouvelles secrètes et policières, tome 1, 1929-1938, Omnibus, 2014  (ISBN 978-2-258-10750-2)

## Adaptations
Six des treize nouvelles du recueil ont été adaptées dans le cadre de la série télévisée française Le Petit Docteur, diffusée en 1986 sur FR3
- Épisode 1 (première diffusion le 12 septembre 1986) : Le Flair du petit docteur, réalisé par Marc Simenon, avec Alain Sachs (docteur Jacques Dollent), Pauline Lafont (Anna) et Daniel Duval (Jo, le boxeur)
- Épisode 2 (première diffusion le 19 septembre 1986) : Le Château de l’arsenic, réalisé par Patrick Dromgoole, avec Alain Sachs (docteur Jacques Dollent) et Pauline Lafont (Anna)
- Épisode 3 (première diffusion le 26 septembre 1986) : Une femme a crié, réalisé par Eric Le Hung, avec Alain Sachs (docteur Jacques Dollent) et Pauline Lafont (Anna)
- Épisode 4 (première diffusion le 3 octobre 1986) : La Piste de l'homme roux, réalisé par Marc Simenon, avec Alain Sachs (docteur Jacques Dollent) et Pauline Lafont (Anna)
- Épisode 5 (première diffusion le 10 octobre 1986) : La Demoiselle en bleu pâle, réalisé par Patrick Saglio, avec Alain Sachs (docteur Jacques Dollent), Pauline Lafont (Anna), Michel Dussarat (Callaghan), Emmanuelle Meyssignac (Lina)
- Épisode 6 (première diffusion le 17 octobre 1986) : L’Amoureux aux pantoufles, réalisé par Sébastien Robinson et Marc Simenon, avec Alain Sachs (docteur Jacques Dollent), Pauline Lafont (Anna)